# Ortrun Enderlein
Ortrun Zöphel-Enderlein (Trünzig, 1 de diciembre de 1943) es una deportista de la RDA que compitió en luge en la modalidad individual. Comenzó su carrera en el SC Traktor Oberwiesenthal, aunque comenzó a entrenar en Raschau, en las Montañas Ore, su pueblo natal. En los Juegos Olímpicos de Innsbruck 1964 se convirtió en la primera mujer piloto de luge en ganar el oro en los Juegos Olímpicos.

## Carrera y vida personal
Sus padres son Willy Enderlein y Hertha, con apellido de soltera Müller. Su padre era originario de Hammerunterwiesenthal, de Oberwiesenthal, y trabajó como guardabosques en Reichstein, Oberwiesenthal, Mittweida y Trünzig. Tras la Segunda Guerra Mundial, la familia se mudó a Raschau, en los Montes Metálicos. Su hermano mayor es el motociclista Klaus Enderlein.
Enderlain entrenó como mecánica en el Volkseigener Betrieb (VEB) Meßgerätewerk Beierfeld. Hizo un curso a distancia en ingeniería industrial centrado en la ingeniería de fabricación. Más tarde trabajó como ingeniera de ventas en esta empresa. Está casada con Bernd Zöphel, el director anterior de KUKA Werkzeugbau Schwarzenberg GmbH.

## Carrera deportiva

### Inicios
Su primera experiencia deportiva está en la octava división de balonmano como jugadora, y llegó a jugar como portera en 1964. Se inició en el luge en 1961, con el entrenador Gotthold Meinhold. La sección de luge del SC Traktor Oberwiesenthal se fundó en 1962, con figuras como Thomas Köhler, Michael Köhler, Klaus-Michael Bonsack y Ilse Geisler.

### Competición nacional e internacional

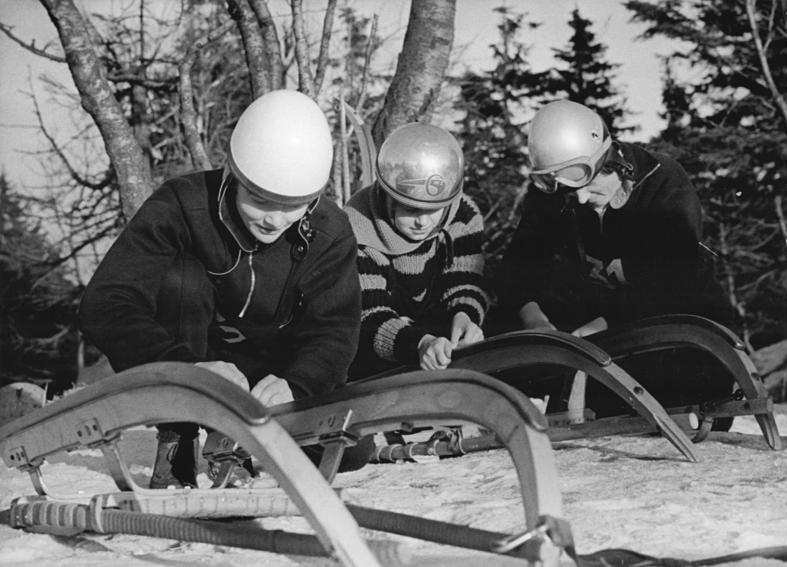
Enderlein (Centro), preparando su trineo antes del Fichtelbergrennen (enero de 1962)

Enderlain compitió en cinco carreras entre los inviernos de 1961 y 1962, y acabó quinta en los Campeonatos de la Juventud de la RDA. Debutó en el Campeonato Mundial de Luge de 1963, en Imst, y acabó en el puesto 24 tras una caída. Su compañera de equipo, Ilse Geisler, ganó.
En el Campeonato Internacional del "Premio Honorífico de la Ciudad de Innsbruck" quedó segunda, detrás de Gesiler. En febrero de 1963 ganó su primera competición nacional, el Campeonato de Oberbärenburg. La campeona de 1961 y 1962 quedó en segunda posición, e Ilse Gesiler no logró podio por tres caídas en el circuito.
Enderlein debutó y ganó en los Juegos Olímpicos de Invierno de 1964, en Innsbruck, con 0,75 segundos de ventaja sobre Ilse Geisler y la austriaca Helene Thurner. Estableció un nuevo récord de 50,87 segundos. En la ceremonia de clausura, el 9 de febrero de 1964, fue la abanderada del Equipo Alemán Unificado. Defendió su título en el Campeonato de Friedrichroda, del 21 al 22 de febrero de 1964, ante Ilse Geisler, aunque fue derrotada por ella en la Copa Mitropa.
En junio de 1964 fue galardonada con la Orden Patriótica del Mérito en la Semana de Juventud y Deportes, junto al campeón masculino de los Juegos Olímpicos de ese año, Thomas Köhler.
El Estado usó sus victorias con fines políticos para visibilizar la supuesta superioridad de la RDA y del bloque soviético sobre la RFA y el resto de países. Enderlain fue miembro de la delegación del Congreso de Mujeres en Berlín, del 25 al 27 de junio de 1964.
Enderlein compitió en el Campeonato Mundial de Luge de 1965, el 6 y 7 de febrero en Davos y ganó el título mundial con más de un segundo de ventaja en las cuatro eliminatorias, por delante de Petra Tierlich, Ilse Geisler y Barbara Winter.

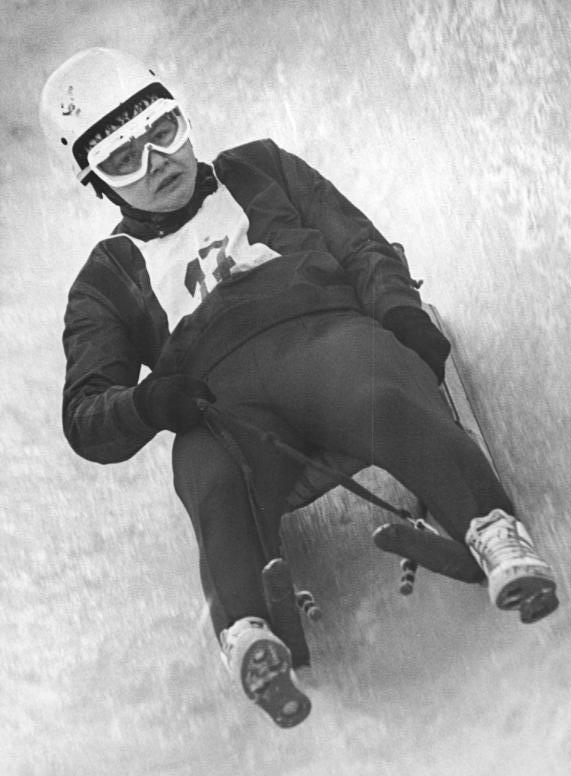
Ortrun Enderlein en 1964.

Una semana más tarde, en el Campeonato de la RDA de 1965 en Oberhof, quedó primera, por delante de Petra Tierlich e Ilse Geisler, pese a su descalificación en la segunda manga. Gracias a sus logros deportivos, fue la tercera mujer más votada para el premio Deportista del Año de Alemania del Este, por detrás de Hannelore Suppe y Gabriele Seyfert.
El Campeonato de Luge de 1966 que se habría celebrado en el Spießbergbahn de Friedrichroda fue cancelado debido al viento feohn y el deshielo que causó. También se suspendieron el campeonato nacional de ese año.
Enderlein defendió su título en el Campeonato Mundial de Luge de 1967 en Hammarstrand, y logró el mejor tiempo en las cuatro eliminatorias el 18 y 19 de febrero. Consiguió una ventaja de 1,39 segundos sobre Petra Tierlich y Helene Thurner. También estableció un nuevo récord de luge de 50,93 segundos.
Debido a la Doctrina Hallstein, a los pilotos de luge de Alemania Oriental no se les permitió competir en el Campeonato Europeo de Luge de 1967 en Königssee. Como este fue el único Campeonato de Europa de Luge entre los años 1963 y 1969, Enderlein no pudo participar en ningún campeonato europeo. En el Campeonato de la RDA en Oberhof de 1967 terminó en segundo lugar, detrás de Anna-Maria Müller.

### Controversia
Enderlein, que en ese momento era la "mejor piloto de luge femenina del mundo", ganó la Copa Alpina de enero de 1968 en Imst, y fue la más rápida en las tres eliminatorias. Era una de las favoritas para ganar en los Juegos Olímpicos de Grenoble 1968. Tras la última tercera manga en una carrera en Villard-de-Lans, los días 11 y 13 de febrero de 1968, tenía 0.02 segundos de ventaja por delante de su compañera de equipo, Anna-Maria Müller. Fue descalificada, porque el supervisor y vicepresidente de la Asociación Internacional de Luge, Lucjan Świderski, probó los trineos de los corredores, y en el de Enderlein la nieve "silbó y se evaporó" al acercarse. La segunda, Anna-Maria Müller y la cuarta, Angela Knösel, también fueron descalificadas. Concluyó que las corredoras de la RDA había calentado los patines de los trineos contra las reglas. La italiana Erika Lechner obtuvo el primer lugar. Horst Hörnlein fue descalificado por el mismo motivo en el Campeonato del Mundo de 1967, aunque más tarde se supo que el problema fue la calefacción de la carpa donde preparó su trineo para la salida.
La acusación de calentamiento de los patines provocó un escándalo olímpico, que tuvo mayor impacto debido a la Guerra Fría. Mientras que los medios de comunicación de Alemania Oriental hablaron de amaño, los representantes deportivos de la RDA, a las órdenes de Manfred Ewald, culparon a la Asociación de Luge de Alemania del Oeste de organizar el incidente contra los pilotos de la RDA. Los pilotos descalificados firmaron una declaración jurada ante notario, en la que Enderlein defendió su inocencia. Según los documentos de la Stasi que salieron a la luz en 2006, Świderski había sido presuntamente sobornado por Austria y la República Federal de Alemania. Aunque hoy no se sabe con seguridad si los pilotos de la RDA hicieron trampas, los principales medios de comunicación alemanes aseguran que el incidente de Grenoble fue un montaje. El presidente de la Federación Internacional de Luge, Josef Fendt, rechazó una investigación del caso durante su mandato.

### Palmarés internacional
| Representando al Equipo Alemán Unificado |                       |                |            |
| Juegos Olímpicos                         |                       |                |            |
| Año                                      | Lugar                 | Medalla        | Prueba     |
| 1964                                     | Innsbruck (Austria)   | Medalla de oro | Individual |
| Representando a la RDA                   |                       |                |            |
| Campeonato Mundial                       |                       |                |            |
| Año                                      | Lugar                 | Medalla        | Prueba     |
| 1965                                     | Davos (Suiza)         | Medalla de oro | Individual |
| 1967                                     | Hammarstrand (Suecia) | Medalla de oro | Individual |

### Retiro
Después de los Juegos Olímpicos de Grenoble 1968, Enderlein quedó en primera posición en tres de las cinco carreras en el Campeonato de la RDA en Friedrichroda los días 24 y 25 de febrero de 1968, por delante de Angela Knösel y Anna-Maria Müller. Fue galardonada una vez más con la Orden Patriótica del Mérito de Plata en agosto de 1968 por sus logros atléticos y sus "méritos especiales para el aumento de la reputación internacional de la RDA".
En el Campeonato Mundial de Luge de 1969 en Königssee terminó sexta, debido a una lesión en el hombro. Petra Tierlich fue la primera. Una semana antes, Enderlein había ganado la Luge Alpine Cup de 1969 en Imst, por delante de Lechner y Knösel. En el Campeonato de la RDA de 1969 en Friedrichsroda, terminó fuera del podio, y se retiró por completo del luge. Enderlein fue nombrada "Verdienter Meister des Sports" y recibió la Medalla Artur Becker. 
Enderlein fue miembro del Comité Olímpico Nacional de Alemania Oriental desde 1970 hasta 1990. Fue galardonado con el "Ehrenpreis" (Premio Honorífico) en marzo de 1969 y la "Goldene Ehrennadel" (Aguja Honorífica de Oro) en noviembre de 1985. También fue miembro del presidium de la Asociación de Luge y Bobsleigh de la RDA, y miembro del Frente Nacional de la RDA.